# Biq‘at HaShitta
Biq‘at HaShitta (hebreiska: בקעת השטה, Bik‘at HaShitta) är en dal i Israel.   Den ligger i distriktet Norra distriktet, i den nordöstra delen av landet.